# USS Idaho (BB-24)
USS Idaho (Battleship No. 24) – amerykański pancernik typu Mississippi. Drugi okręt United States Navy noszący nazwę pochodzącą od 43 stanu.
Budowę okrętu zatwierdzono 3 marca 1903. Stępkę położono 12 maja 1904 w stoczni William Cramp and Sons w Filadelfii. Pancernik zwodowano 9 grudnia 1905, matką chrzestną była Louise Gooding, córka Franka Goodinga, gubernatora stanu Idaho. Okręt wszedł do służby w Philadelphia Naval Shipyard 1 kwietnia 1908, pierwszym kapitanem został komandor S.W.B. Diehl.
Zaprojektowany jako pancernik tani, drugiej klasy, okręt miał niską dzielność morską.
Nowy pancernik popłynął w rejs odbiorczy na Kubę w kwietniu i maju 1908. Po wizycie w Panamie wrócił do Filadelfii na poprawki. Okręt wziął udział w wielkim Przeglądzie Floty w Hampton Roads 22 lutego 1909, w czasie którego obchodzono powrót Wielkiej Białej Floty z rejsu dookoła świata. W marcu pancernik wrócił na Morze Karaibskie na manewry, a następnie kontynuował swoje operacje szkolne do października 1910. Wtedy 29 października 1910 popłynął na ćwiczenia na wody brytyjskie i francuskie. Wrócił na ćwiczenia artyleryjskie w zatoce Chesapeake 19–28 marca 1911.
Idaho wypłynął z Filadelfii 4 maja 1911 na rejs w górę rzeki Missisipi do portów Luizjany. Następnie popłynął na wschodnie wybrzeże Florydy na manewry pancerników. Później kontynuował operacje w pobliżu wybrzeża i na Karaibach do momentu przejścia okrętu do rezerwy w Filadelfii 27 października 1913. Pozostawał tam do 9 maja 1914, kiedy popłynął na Morze Śródziemne z podchorążymi (ang. midshipmen) na rejs szkolny. Po odwiedzinach w różnych portach Afryki Północnej i Włoch i przeprowadzeniu rygorystycznego programu szkolnego „Idaho” zawinął do Villefranche. 17 lipca 1914 przekazał załogę na USS „Maine”.

## Sprzedaż do Grecji
Idaho został wycofany ze służby w Newport News 30 lipca 1914 i został tego samego dnia przekazany Królewskiej Marynarce Greckiej.

## Oznaczenia okrętów
Pomimo tego że okręty typu Mississippi zostały wycofane ze służby zanim wprowadzono w 1920 system oznaczeń dla całej floty i z tego powodu nigdy nie nosił symbolu „BB” w czasie służby, wiele list amerykańskich pancerników (także ta w Wikipedii) prezentuje je z numerami BB-23 i BB-24 w celu jednolitości listy.